# Fiesta durante la plaga
Fiesta durante la plaga (título original en ruso, Пир во время чумы en cirílico; Pir vo vremia chumý en transliteración) es una ópera (literalmente llamada "escenas dramáticas") en un acto con música de César Cui, compuesta en 1900. El libreto fue tomado verbatim de una de las cuatro Pequeñas tragedias de Aleksandr Pushkin.  Se ambienta en la gran plaga de peste en Londres en 1665. Se estrenó el 11 de noviembre (fecha antigua) de 1901, en Moscú, en el Teatro Novy.
Cui compuso y publicó las dos canciones de la obra, esto es, "La canción de Maria" y "El himno de Walsingham") por separado en la década anterior a que la ópera fuera compuesta formalmente. 
Es una ópera poco representada en la actualidad; en las estadísticas de Operabase aparece con sólo una representación en el período 2005-2010.